# 佐原健二
佐原 健二（、1932年〈昭和7年〉5月14日 - ）は、日本の俳優。本名は加藤 正好（）。
神奈川県川崎市出身。中央大学卒業。佐原プロモーション社長。

## 来歴・人物
1953年（昭和28年）、「ミスター平凡コンテスト」で「準ミスター平凡」に選出されたのをきっかけに第六期東宝ニューフェイスとして「東宝演技研究所」に入所。卒業後の1954年（昭和29年）に、東宝と専属契約。
1954年2月公開の本多猪四郎監督作品『さらばラバウル』にて特攻隊員の役で石原 忠（）の芸名で映画デビューする。同年、同じく本多の監督作品『ゴジラ』にも新聞記者と遊覧船上のアベックの男の2役で出演する。
1956年（昭和31年）、鈴木英夫監督『殉愛』で芸名も石原忠から佐原健二に改め、本編クレジットに「佐原健二　石原忠改め」と記載される。芸名は、由来は当時の名優であった佐野周二（関口宏の父）にあやかって息の長い俳優に、ということで“佐”と“二”の二文字を使った。命名者は当時東宝の専務だった藤本真澄である。同年、『空の大怪獣 ラドン』の主役に抜擢（）される。
引き続き『地球防衛軍』『美女と液体人間』と東宝特撮に主演。数多くの特撮映画に出演し、「ミスター東宝特撮」「ミスター特撮映画」と呼ばれる。その後、東宝のもう一つの看板映画であったサラリーマン物にも主演、出演が続く。都会的な好青年を得意とし、また、新人女優の相手役も多かった。
そして円谷プロダクション製作の連続特撮ドラマの第1作『ウルトラQ』万城目淳役に起用された。『ウルトラQ』は結果的に大成功に終わり、円谷プロはその成功を受けて『ウルトラマン』を制作。佐原は『ウルトラQ』の撮影後は東宝との契約のため一旦活動の場を映画に戻すものの、今度は円谷英二監督の長男・円谷一に出演を依頼され、円谷プロ第3作目となる『ウルトラセブン』に出演する。その後もウルトラシリーズ、ゴジラシリーズなどで主に参謀や長官などの役で多数出演し、特撮物には欠かせない存在となる。2006年（平成18年）の『ウルトラマンメビウス』では『ウルトラセブン』に登場した「タケナカ参謀」の後の姿である「タケナカ最高総議長」、2004年（平成16年）の『ゴジラ FINAL WARS』ではゴジラの生みの親であり、東宝の名プロデューサーであった田中友幸のペンネーム「神宮寺八郎」の役名がついた博士として出演した。
1976年（昭和51年）に東宝を退社後も『西部警察』、『スクール☆ウォーズ』、などの人気ドラマに出演。2004年から2007年まで円谷プロダクションに所属していた。
ゴジラシリーズにおいては、第1作の『ゴジラ』（1954年）から、シリーズ第28作の『ゴジラ FINAL WARS』（2004年）までの13作品に出演し、最多出演俳優である。
特技はゴルフ。趣味は散歩。

## エピソード
- 『ラドン』以来、本多猪四郎からはリアリティに徹した演技指導を、円谷英二からは特撮、特撮映画のイロハを教わる[5][18]。
- 同期の宝田明、藤木悠とは研究生時代から飲み歩く仲であった[30]。『ゴジラ』以来、共演が多かった平田昭彦とは、『ラドン』の九州ロケで打ち解け兄弟のような付き合いであったと述懐している[5][30]。平田は、『ウルトラQ』で佐原が演じた万城目淳が好きであったといい[5]、佐原に対して万城目を演じたかったと告げたこともあった[31]。
- 東宝の俳優であった中島春雄によれば、新人時代の佐原は先輩俳優によくしごかれていたといい、監督の鈴木英夫からは他のスタッフらが昼食に行く中で一人練習を続けさせられたこともあったという[32]。
- 監督の梶田興治は、助監督時代に『ゴジラ』で出会い、『ウルトラQ』で監督を務めるなど多くの作品で佐原と関わっており、佐原は梶田を「生涯の盟友」と称している[30]。
- 『キングコング対ゴジラ』で共演した若林映子は、佐原について実直であり、現場で無駄口を言うことはなかったと述べている[33]。
- 1956年の『空の大怪獣 ラドン』の撮影中、撮影用のトロッコが佐原を乗せたまま脱線し[21]、これが元で佐原は負傷して自宅療養を余儀なくされる[34][注釈 7]。しかし東宝からの要請で碌に休む間もなく怪我を押して現場復帰することになる[34][注釈 8]。休養中に佐原の見舞いに訪れていた先輩俳優の鶴田浩二は、佐原が撮影所に来ていたことに驚き、東宝演技課に怒鳴り込んだという[34]。後に『キングコング対ゴジラ』でジープを運転するシーンを撮影した際には、佐原はスピードを出しすぎて助監督から「怪我をしたらどうする」と怒られたという[7]。
- 『ラドン』で主人公が記憶喪失になる場面ではリアルな芝居を重視する本多監督の意向に応えるため、目の焦点をぼかす演技を考案して本多から評価された[出典 15]。
- 佐原が『ラドン』で特撮現場を訪れた際に、特技監督の円谷英二から絵コンテを見せてもらい本編と特撮を組み合わせるイメージを教わったが、円谷が俳優に絵コンテを見せることはほとんどなかったといい、佐原はこの時点から円谷との信頼関係が始まったと述べている[15]。
- 1963年の『マタンゴ』には、悪役の役作りのために歯科治療中に前歯（治療以外の歯）を抜くことを思いつき前歯を1本抜いた状態で出演[36]。しかしヨットの遭難場面でのリハーサルで、抜いた前歯の替わりに作った差し歯を無くすというトラブルに見舞われる[出典 16]。この撮影はセットにドラム缶いっぱいに溜めた水を何本も流す過酷なもので、水圧に耐え切れず紛失してしまったのだが、その場にいたスタッフも一緒になって探したところ、佐原自身が発見した[38][注釈 9]。
- 『ラドン』以降、東宝特撮作品では青年科学者のような役が多かったため、『モスラ対ゴジラ』では悪役を引き受けたと述べている[21][5]。同作品で助監督を務めた梶田によれば、『マタンゴ』での悪役が評価され、本多から勧められたものであった[39][5]。佐原は、後年のインタビューでも同役を印象に残っている役の一つに挙げている[20]。
- 日米合作映画『勇者のみ』（フランク・シナトラ監督、三橋達也主演）撮影中の1964年、本多猪四郎と円谷英二が佐原のロケ現場（ハワイのカウアイ島）に出向き、佐原に円谷プロダクション第1回作品の主演への出演交渉を直接行った[40][24]。本多はその時、「円谷プロ第一回の作品だから失敗できない。お前、行ってやってくれ」と言うと、円谷は「健ちゃん、頼むね」と続き、佐原はすぐにためらうことなく快諾したという。佐原はこの時のことを今でも「宝物」と言って大切にしている。元々佐原は『ウルトラQ』の元になった『WOO』の秋田穣二役に決まっていた[41]。
- 1966年の『フランケンシュタインの怪獣 サンダ対ガイラ』への出演は、『ウルトラQ』の大成功を受けて本多が「ご褒美」として用意したものであったという[42]。
- 『ゴジラ・ミニラ・ガバラ オール怪獣大進撃』では、運転士役として佐原が機関車を実際に運転している[15][18]。当初は本物の運転士が動かす予定であったが、その場合、佐原の前に運転士が座ることになり不自然であったため、佐原が練習して動かすこととなった[15]。
- 『メカゴジラの逆襲』で佐原が演じた防衛軍の長官は、これまで東宝の先輩である藤田進や田崎潤らが東宝特撮作品で演じていた役どころであり、佐原は思い入れの深いゴジラシリーズで憧れていた役柄を演じられたことに感慨深い思いであったという[15]。
- 制服を着る役では、凛とした立ち振る舞いを心がけており、衣裳も必ず自身のサイズにピッタリあったものを着ている[15]。特に帽子は、通常の俳優は自身の顔を見せるために格好良く被りがちであるが、佐原はリアリティを重視し目深に被ることを重視している[15]。
- ビデオが出るようになってからは、孫ぐらいの年代の中学生から過去の作品の似顔絵が送られてくるなどし、驚いたという[20]。

## 出演

### 映画
特記以外は東宝配給作品
- さらばラバウル（1954年2月10日）- 特攻隊員
- うれし恥ずかし看板娘（1954年8月15日）[21]
- ゴジラシリーズ
  - ゴジラ（1954年11月3日）- 新聞記者[出典 17]、遊覧船上のアベックの男[2][14][注釈 10][注釈 11]
  - キングコング対ゴジラ（1962年8月11日）- 藤田一雄[43][14]
  - モスラ対ゴジラ（1964年4月29日）- 虎畑次郎[出典 18]
  - 三大怪獣 地球最大の決戦（1964年12月20日）- 金巻班長[43][14]
  - 怪獣島の決戦 ゴジラの息子（1967年12月16日）- 森尾[43][14]
  - 怪獣総進撃（1968年8月1日）- 西川[43][14]
  - ゴジラ・ミニラ・ガバラ オール怪獣大進撃（1969年12月20日）- 三木健吉[2][14]
  - ゴジラ対メカゴジラ（1974年3月21日）- 船長[43][14]
  - メカゴジラの逆襲（1975年3月15日）- 防衛隊司令官[2][14]
  - ゴジラvsキングギドラ（1991年12月14日）- 防衛庁長官[44][14]
  - ゴジラvsメカゴジラ（1993年12月11日）- 瀬川隆之[45][14]
  - ゴジラvsスペースゴジラ（1994年12月10日）- 瀬川隆之[46][14]
  - ゴジラ FINAL WARS（2004年12月4日）- 神宮寺八郎[47][14]
- 不滅の熱球（1955年3月15日）- 中尾碩志
- 雪の炎（1955年3月29日）
- 制服の乙女たち（1955年5月25日）
- 乱菊物語（1956年1月22日）
- のり平の三等亭主 愉快な家族（1956年4月18日）[24]
- のり平の浮気大学 愉快な家族（1956年5月10日）
- 極楽第一座 アチャラカ誕生（1956年6月1日、連合映画）
- 東京の人さようなら（1956年6月28日）
- 好人物の夫婦（1956年9月11日）
- 殉愛（1956年10月31日）[注釈 12]
- 空の大怪獣 ラドン（1956年12月26日）- 河村繁[2]
- 極楽島物語（1957年1月29日）
- 目白三平物語 うちの女房（1957年3月27日）
- サザエさんシリーズ
  - 続・サザエさん（1957年4月9日）
  - サザエさんの結婚（1959年1月9日）- 結婚式に参加するノリオの友人[注釈 11]
- 山鳩（1957年5月8日）
- ひかげの娘（1957年6月5日）
- 夜の鴎（1957年8月10日）
- 新しい背広（1957年9月8日）
- 大学の侍たち（1957年9月22日）
- 地球防衛軍（1957年12月28日）- 渥美譲治[43]
- 花嫁三重奏（1958年2月11日）- 新一
- 大当り狸御殿（1958年2月26日）- 歌う男
- 家内安全（1958年3月12日）
- 重役の椅子（1958年4月8日）
- 杏っ子（1958年5月13日）
- 美女と液体人間（1958年6月24日）- 政田[43]
- 若い獣（1958年7月12日）
- 続々サラリーマン出世太閤記（1958年9月16日）
- 女探偵物語女性SOS（1958年9月30日）
- 続新日本珍道中東日本の巻（1958年10月12日）
- 青春白書 大人には分らない（1958年11月11日）
- 若旦那大いに頑張る（1959年2月10日）
- 女ごころ（1959年2月10日）
- 海から来た男（1959年3月15日）
- 社員無頼 怒涛篇（1959年5月12日）
- 社員無頼 反撃篇（1959年6月2日）
- 頑張れゴキゲン娘（1959年8月4日）
- サラリーマン十戒 （1959年9月20日）
- 悪魔の接吻（1959年10月25日）
- 爆笑水戸黄門漫遊記（1959年12月13日）
- 僕は独身社員（1960年2月2日）
- 爆笑嬢はん日記（1960年4月10日）
- 第三波止場の決闘 （1960年4月17日）
- サラリーガール読本 お転婆社員（1960年6月15日）
- 若旦那奮戦す（1960年7月26日）
- 八百屋お七 江戸祭り一番娘（1960年8月9日）
- 背広三四郎シリーズ
  - 花のセールスマン 背広三四郎（1960年11月13日）
  - 背広三四郎 花の一本背負い（1961年3月12日）
- 男は度胸（1961年2月25日）
- 女家族（1961年5月16日）- 清川圭二
- モスラ（1961年7月30日）- ヘリコプター操縦士[43][24]
- 新入社員十番勝負（1961年9月12日）
- 南の島に雪が降る（1961年9月29日）- 北川兵長
- 妖星ゴラス（1962年3月21日）- 斎木副長[43][24][注釈 13]
- 女性自身（1962年5月22日）- 多久孝平
- 忠臣蔵 花の巻・雪の巻（1962年11月3日）- 磯貝十郎左衛門
- マタンゴ（1963年8月11日）- 小山仙造[43][3]
- 海底軍艦（1963年12月22日）- 海野魚人[43]
- ミスター・ジャイアンツ 勝利の旗（1964年2月12日）
- 勇者のみ（1965年1月14日）- 藤本伍長
- フランケンシュタイン対地底怪獣（1965年8月8日）- 田所警部補[43]
- 海の若大将（1965年8月8日）
- フランケンシュタインの怪獣 サンダ対ガイラ（1966年7月31日）- 間宮雄三[43]
- 東宝8.15シリーズ
  - 連合艦隊司令長官 山本五十六（1968年8月14日）- 通信参謀[43]
  - 日本海大海戦（1969年8月13日） - 信濃丸副長[3]
  - 激動の昭和史 軍閥（1970年8月11日）- 岡本参謀
  - 激動の昭和史 沖縄決戦（1971年7月17日）- 玉代勢教諭[43]
- ゲゾラ・ガニメ・カメーバ 決戦!南海の大怪獣（1970年8月1日）- 小畑誠[43][3]
- 昭和ひとけた社長対ふたけた社員 月月火水木金金（1971年10月30日）
- 影狩り ほえろ大砲（1972年10月10日、石原プロ）
- 赤い鳥逃げた?（1973年2月17日）
- 人間革命（1973年9月8日）
- 喜劇 だましの仁義（1974年5月14日）
- 急げ! 若者 TOMORROW NEVER WAITS（1974年7月20日）
- 樺太1945年夏 氷雪の門（1974年8月17日）
- 告訴せず（1975年2月1日）- 間宮秘書
- 東京湾炎上（1975年7月12日）- 鹿児島の記者[43][3]
- 青い山脈（1975年8月9日）
- 動脈列島（1975年9月6日）
- 俺の空（1977年5月28日）
- コールガール（1982年9月18日、松竹）
- それから（1985年11月9日、東映）
- 殺手之王（中国語版）（1998年4月3日、香港映画）- 塚本
- 修羅のみち（2001年7月20日）
- KT（2002年5月3日）
- 大決戦!超ウルトラ8兄弟（2008年9月13日、松竹）- 万城目[注釈 14]
- 世界のどこにでもある場所（2011年2月26日）
- ホームカミング（2011年3月12日）

### テレビドラマ
- 月曜日の男（1961年）
- 華子がいる街（1962年）
- サラリーマン出世太閤記（1962年）
- コール・ガール（1962年）
- 夫婦百景
  - 第236話「奥様は大学生」（1962年）
  - 第248話、第249話「独身夫婦」（1963年）
  - 第255話「受賞夫婦」（1963年）
  - 第294話「亭主のさだめ」（1963年）
  - 第331話「逆転夫婦」（1964年）
- 珠はくだけず（1962年）
- 倖せの鐘（1963年）
- 嫁ぐ日まで 第1話「娘ごころ」（1963年）
- 娘の結婚 第15話「三人目の息子」（1964年）
- 日産スター劇場 /M氏の優雅ならざる生活（1964年）
- 下宿の娘（1964年）
- ヘソまがり万歳（1964年）
- 幕末（1964年）
- ヘソまがり紳士録（1965年）
- ウルトラシリーズ（TBS / 円谷プロダクション）
  - ウルトラQ（1966年）- 万城目淳[2][3]（レギュラー）[注釈 15]
  - ウルトラセブン（1967年 - 1968年）- タケナカ参謀（準レギュラー）[2]
  - 帰ってきたウルトラマン - 佐竹参謀（準レギュラー）[注釈 16]
    - 第5話「二大怪獣 東京を襲撃」（1971年）
    - 第6話「決戦! 怪獣対マット」（1971年）
    - 第11話「毒ガス怪獣出現」（1971年）
    - 第14話「二大怪獣の恐怖 東京大竜巻」（1971年）
    - 第20話「怪獣は宇宙の流れ星」（1971年）
    - 第50話「地獄からの誘い」（1972年）

  - ウルトラマンレオ 第44話「恐怖の円盤生物シリーズ! 地獄から来た流れ星!」（1975年）- 中森大介
  - ウルトラマン80（1980年）- 城野博士
    - 第15話「悪魔博士の実験室」
    - 第27話「白い悪魔の恐怖」
    - 第28話「渡り鳥怪獣の子守歌」

  - ウルトラマンネクサス（2004年 - 2005年）- 東郷（準レギュラー）
  - ウルトラマンマックス 第29話「怪獣は何故現れるのか」（2006年）- 佐橋健二
  - ウルトラマンメビウス 第42話「旧友の来訪」、第43話「脅威のメビウスキラー」（2007年）- タケナカ最高総議長[注釈 17]
- 青春とはなんだ 第26話「大山騒動」、第29話「二人の虹」（1966年）- 関根
- 新・新三等重役（1966年）
- マイティジャック 第8話「戦慄のオーロラ」（1968年）- 関谷豊治
- 東京コンバット 第34話「狙われた妻」（1969年）
- アテンションプリーズ（1970年 - 1971年）- 三上教官（レギュラー）
- 細うで繁盛記（1971年）
- 人形佐七捕物帳 第17話「八つ目鰻」（1971年7月31日）- 神崎甚五郎
- 鬼平犯科帳 第2シリーズ 第26話「はさみ撃ち」（1972年）- 針ヶ谷の友蔵
- 火曜日の女シリーズ 木の葉の家（1972年、NTV）- 沖山
- ジャンボーグA（1973年）- 小野寺参謀（準レギュラー）
- 太陽にほえろ!（日本テレビ / 東宝）
  - 第59話「生命の代償」（1973年）- 中光商事輸出入促進課長
  - 第607話「狼を追え!」（1984年）- 丸吉クレジット東京支社長
  - 第646話「うそ」（1985年）- 飯島医師
  - 第674話「友よ、君が犯人なのか」（1985年）- 東慶一郎
- 高校教師（1974年）- 坂巻刑事（準レギュラー）
- 日本沈没（1974年）- 野末技官（準レギュラー）
- 特別機動捜査隊 （テレビ朝日）
  - 第707話「蒼い殺意」(1975年）- 健一
  - 第720話「待っている女」(1975年）- 有川京二
  - 第787話「ある誘惑の秘密」（1976年）- 相馬功雄
  - 第798話「大都会の魔手」（1977年）- 野田常務
- ザ★ゴリラ7 第13話「胸に弔いの白い花を」（1975年）
- 破れ傘刀舟悪人狩り
  - 第50話「恐怖の脱獄者」（1975年）- 同心・杉山
  - 第120話「秘薬の謎をあばけ」（1977年）- 片桐仁十郎
- 非情のライセンス 第2シリーズ（テレビ朝日）
  - 第37話「兇悪の倒産」（1975年）- 道原（番城電機人事課長）
  - 第78話「兇悪の花粉」（1976年）- 小室健二
- 水の炎（1976年）
- 俺たちの朝 第19話「雨漏と人工呼吸と熱い味噌汁」（1977年）- 国際繊維課長
- 桃太郎侍
  - 第26話「泥沼に咲いた紅い花」（1977年）- 田宮要蔵
  - 第47話「昌平坂に消えた夢」（1977年）- 酒井図書
  - 第77話「男涙のけつねうどん」（1978年）- 後藤備前守
- 大江戸捜査網（東京12チャンネル→テレビ東京）
  - 第288話「浪人殺しの陰謀」（1977年）- 倉田
  - 第338話「追跡! 哀愁の子守唄」（1978年）- 桑原
  - 第356話「身代り殺人の秘めた謎」（1978年）- 榊原監物
  - 第371話「笑いを売る謎の男」（1978年）- 藤田多聞
  - 第389話「尼僧が秘めた仇討ち七変化」（1979年）- 香山彦九郎
  - 第456話「娘魚屋五万石の涙」（1980年）- 高島郡太夫
  - 第538話「妖艶女風呂殺し針」（1982年）- 脇田長門守
  - 第551話「白昼夢 過去を暴く脅迫状」（1982年）- 板倉屋喜助[注釈 18]
  - 第569話「乱れからくり偽美術品の罠」（1982年）- 早川頼母
  - 新 大江戸捜査網 第4話「密会は殺しの誘い」（1984年）- 田丸備後守
  - 平成版 第2シリーズ 第3話「娘スリ・深川慕情」（1991年）- 石川備前守
- 大鉄人17 第27話「なぞのコンコルド 父ちゃんのうそつき」（1977年）- 小林伸吉
- 遠山の金さん 第1シリーズ 第99話「奈落におちた玉の輿」（1977年）- 福富屋番頭 藤兵衛
- Gメン'75（TBS / 東映 / 近藤照男プロダクション）
  - 第123話「野球場ナイター殺人事件」、第124話「極秘作戦 逆探知」（1977年）- 町田教授
  - 第140話「十五年前の遺留指紋」（1978年）- 山崎警部
  - 第158話「警官だけを殺せ!」、第159話「刑事が銃殺される時」（1978年）- 大高署署長
  - 第171話「太平洋大捜査網」（1978年）- 海上保安庁航海長
  - 第209話「女が見ていた焼殺事件」（1979年）- 岡部捜査一課長
- 大都会シリーズ
  - 大都会 PARTII 第39話「グッドバイ 1977」（1977年）- 秋吉英機
  - 大都会 PARTIII 第17話「誘拐」（1979年）- 寺田義和
- 薔薇海峡 第26話（1978年）- 医師
- 達磨大助事件帳（1978年）
  - 第20話「蜆が食った鉄砲玉」- 間部刑部
  - 第24話「愛憎の架け橋」- 兼松源之丞
- 特捜最前線（テレビ朝日 / 東映）
  - 第63話「痴漢・女子大生被害レポート!」（1978年）- 玉村助教授
  - 第106話「完全犯罪・ナイフの少女!」（1979年）- 久保
  - 第132話「殺意のフラメンコ!」（1980年）
  - 第167話「マニキュアをした銀行ギャング!」（1980年）- 帝都銀行西新宿支店長
  - 第243話「トランプ殺人事件の謎?!」（1982年）- 湯本教授
  - 第319話「一億円と消えた父!」（1983年）
  - 第354話「証言台の女秘書!」（1984年）- 宮治専務
  - 第396話「万引少女の告白!」（1984年）- 田辺代議士
- 横溝正史シリーズII 仮面舞踏会（1978年）- 津村真二
- 消えた巨人軍（1978年）- 銀行支店長
- 大追跡 第12話「殺し屋に墓はない」（1978年）- 阿久津
- 江戸の渦潮 第13話「復讐に燃えた女」（1978年）
- 鉄道公安官 第3話「長崎・女ひとり旅」（1979年）- 大山巌
- 江戸を斬るIV 第8話「辻斬りは北辰一刀流」（1979年）- 佐々田備前守
- 水戸黄門（TBS / C.A.L）
  - 第10部 第2話「女度胸の鉄火肌 -神奈川-」（1979年8月20日）- 門馬新十郎
  - 第14部 第13話「恐怖! 凶賊卍衆 -久保田-」（1984年1月23日）- 佐竹義処
  - 第15部 第27話「殿様騙した親不孝者 -大垣-」（1985年7月29日）- 戸田氏定
  - 第18部 第27話「妻が守った夫の武士道 -掛川-」（1989年3月20日）- 井伊直朝
  - 第20部 第26話「育ての親はだめ親父 -萩-」（1991年5月6日）- 京屋彦兵衛
  - 第21部 第25話「酔いどれ仁術 -糸魚川-」（1992年9月21日）- 黒須十兵衛
  - 第23部 第9話「悪を裁いた偽黄門様 -糸魚川-」（1994年9月26日）- 徳右衛門
- ザ・スーパーガール （1979年、テレビ東京））
  - 第17話「女囚脱獄・復讐に燃えた女体」- 飯村警部(城西署捜査課長)
  - 第36話「夜の女子寮 狙われたチアガール」- ドリームスポーツ・沢村部長
- 西部警察シリーズ（テレビ朝日 / 石原プロモーション）
  - 西部警察（1979年 - 1982年）- 朝比奈（レギュラー）[2]
  - 西部警察 PART-III 第32話「杜の都・激震!!」、第33話「仙台爆破計画」（1983年）- 布施議長
- ミラクルガール 第11話「復讐は女の匂い」（1980年）- 高安
- 天皇の料理番（1981年）- 宮内省事務官
- ザ・ハングマンシリーズ（朝日放送）
  - ザ・ハングマンII 第17話「クイズ!? 電気ショックの恐怖!」（1982年）- 佐原専務
  - 新ハングマン
    - 第15話「通り魔に夫の出世を賭ける妻」（1983年）- 徳丸院長（徳丸クリニック）
    - 第26話「女体を生体実験する悪魔の病院長」（1984年）- 北見伸也（内閣情報室長）

  - ザ・ハングマン4 第18話「さらわれた令嬢が乱暴される!」（1985年）- 松永陽介
  - ザ・ハングマンV 第4話「ポルノ女優殺しで玉のこしに乗る!」（1986年）- 徳永伸夫
  - ザ・ハングマン6 第11話「トリック写真に殺人者を現像!」（1987年）- 松岡竜一
  - ハングマンGOGO 第16話「緊急指令・本日限リデ解散セヨ!」（1987年）- 加倉井貞夫
- 影の軍団III 第19話「真夜中の復讐鬼」（1982年）- 勘定奉行・佐山壱岐守
- 青が散る（1983年、TBS） ‐ 祐子の父親
- スクール☆ウォーズ（1984年、TBS / 大映テレビ））- 竹村司教頭（レギュラー）
- 長七郎江戸日記 第1シリーズ 第58話「父娘のきずな」（1985年、NTV / ユニオン映画）- 柳河藩江戸家老・柏木監物
- 暴れ九庵 第25話「桜色、もっと彩に」（1985年）- 生方与四郎
- 特命刑事ザ・コップ 第5話「女の涙に死でむくえ!」（1985年）
- 忠臣蔵（1985年）- 庄田下総守
- 誇りの報酬 第33話「お嬢サマが危ない!」（1986年）- 小池海運社長
- 女ふたり捜査官 第12話「張込み・温泉街の母」（1986年、ABC / テレパック）
- 土曜ワイド劇場（テレビ朝日 / 朝日放送）
  - 考古学者シリーズ 第5作「未亡人殺し」（1986年）- 沢田
  - 密会の宿 第3作「湯けむり旅館連続殺人 喪服の男と仮面の美女が…」（1987年）- 手塚社長
  - 混浴露天風呂連続殺人 第11作「豪華別荘のアリバイ崩し」（1992年）- 田之倉義雄
  - 家政婦は見た! 第13話「代議士跡目相続の醜い秘密」（1994年）- 望月重太郎
- 月曜ドラマランド / おニャン子捕物帳 謎の村雨城（1986年、フジテレビ）
- ジャングル 第28話「危険な拾いもの」（1987年、日本テレビ）
- 痛快!婦警候補生やるっきゃないモン! 第16話「ソフトボールで一発キメろ!」（1987年）
- あきれた刑事 第14話「女課長の甘いワナ」（1989年）- 浜田
- プロゴルファー祈子（1988年、TBS / 大映テレビ）- 丸元利一郎
- ゴリラ・警視庁捜査第8班 第1話「ポリス・アドベンチャー」（1989年）- 佐伯専務
- おしえてあげたい!（1989年）- 清水国際部長
- ハロー!グッバイ 第11話「刑事怒りの追撃」（1989年）
- 風雲!真田幸村 第20話「京の激突! 黄金の太刀を追え」（1989年）- 寺山十内
- さすらい刑事旅情編II 第16話「南伊豆グルメの旅・露天風呂で消えた女」（1990年）
- ザ・刑事 第19話「覗かれた危険な密会」（1990年）- 早瀬和彦（城北署警視）
- お江戸捕物日記 照姫七変化 第6話「悪代官を斬る!」（1990年、CX / 東映）
- 大岡越前 第11部 第17話「濡れ衣晴らした人情長屋」（1990年8月13日、TBS / C.A.L）- 結城昌之助
- 続続・三匹が斬る! 第19話「さらば三匹、消えた七番目の隠密」（1990年）- 林大炊頭
- 暴れん坊将軍（テレビ朝日）
  - 暴れん坊将軍IV
    - 第18話「鬼を退治の夫婦饅頭」（1991年）- 本多甲斐守
    - 第53話「みちのく純愛行進曲!」（1992年）- 田沼玄蕃

  - 暴れん坊将軍V 第32話「紀州から来た刺客」（1993年）- 五十嵐豊後守
- 世にも奇妙な物語 第3シリーズ「お前が悪い!」（1992年）
- 徳川無頼帳 第13話「千姫乱心、情けあり!」（1992年）
- うたう!大龍宮城 第36話「イシモチ」（1992年）- 社長
- お助け同心が行く! 第4話「拘引 -かどわかし-」（1993年）
- 鬼平犯科帳
  - 第3シリーズ 第10話「網虫のお吉」（1992年）- 歌川清三郎
  - 第5シリーズ 第4話「市松小僧始末」（1994年）- 重右衛門
- 火曜サスペンス劇場 (日本テレビ)
  - 「誰かが聞いている」（1991年11月）- 細田享
  - 小京都ミステリー 第20作「肥後人吉殺人事件」（1997年）
- 南町奉行事件帖 怒れ!求馬 第10話「お見合い誘拐事件」（1997年）- 大宅助右衛門
- 月曜ドラマスペシャル→月曜ゴールデン
  - 税務調査官・窓際太郎の事件簿 - 川崎輝明
    - 第1作「脱税のトリックすべて暴きます 元マルサの男が挑む伊豆不倫連続殺人事件」（1998年）
    - 第6作「元部下だった査察官が大阪で殺された! 警察も捜査しない闇事件の裏に何がある? 私腹を肥やす政治家の悪事を暴け!」（2001年）

  - おばさん会長・紫の犯罪清掃日記!ゴミは殺しを知っている 第7作（2006年）- 藤倉威雄
- 金曜エンタテイメント / 事件調査員 南条真琴 東京〜隠岐 摩天崖殺人事件（2005年2月25日）- 神代秀彦
- 金曜プレステージ / 岡部警部シリーズ 第2作「多摩湖畔殺人事件」（2007年）- 碁会の老人
- 水曜ミステリー9 / 篝警部補の事件簿 第4作「古都鎌倉・奇跡の石殺人水脈」（2008年）- 錦織達広（ニシキオリ宝石会長）
- Q - 異次元への扉（2011年）- 万城目淳
- ノンフィクションW 円谷英二からの贈りもの（2013年）

### オリジナルビデオ
- 赤い薔薇のライセンス（1991年）
- 狙撃 完結篇（1994年）
- ウルトラシリーズ
  - 平成ウルトラセブン（1994年 - 1998年）- タケナカ長官[注釈 17]
  - ウルトラQ怪獣伝説 万城目淳の告白（2005年）- 万城目淳[注釈 19]
  - 総天然色 ウルトラQ（2011年）- 万城目淳
- サギ師一平（1999年）
- 円谷英二のおもちゃ箱 もう一つのファインダー（2006年）- ストーリーテラー、案内役

### DVD
- 『ウルトラQ』店頭プロモーション映像（2001年）
- 『モスラ対ゴジラ』オーディオコメンタリー（2003年）

### ラジオドラマ
- ウルトラQ倶楽部（2003年）- 万城目淳（レギュラー）[注釈 20]

### テレビアニメ
- ソニックX 第47話「緯度0大決戦!!」・第48話「ソニック対地底怪獣」（2004年）- アツミ博士

### CM
- SONY・ハンディカム（初代キャラクター）
- De beers
- 日清食品・カップヌードル、ぶーとん・いかとんヌードル
- ネスカフェ・ゴールドブレンド
- 花王・サクセス（初代イメージキャラクター）
- クボタハウス
- 小僧寿し

### その他
- 『ウルトラQ』ソノシート（1966年、朝日ソノラマ）- 万城目淳
- 『ウルトラセブン』ソノシート（1967年 - 1968年?）- タケナカ参謀
- 『怪獣島の決戦 ゴジラの息子』（1967年?）- 森尾観測員
- ウルトラ情報局（2002年、ファミリー劇場）
- 『モスラ対ゴジラ』特典オーディオコメンタリー（2003年、東宝）- ゲスト
- 『美女と液体人間』特典オーディオコメンタリー（2005年、東宝）- ゲスト

## ディスコグラフィー
- ウルトラマンメビウス（2006年）[注釈 21]

## 著書
- 佐原健二『素晴らしき特撮人生』小学館、2005年。ISBN 4-09-387597-9。

## 佐原健二に相当する役を演じた俳優
- 岡田秀樹 - 『ウルトラマンマックス』第29話「怪獣は何故現れるのか」（2006年）- 俳優時代の佐橋健二 役[注釈 22]